# F for You
Singles de Disclosure
You & Me
(2013) Help Me Lose My Mind
(2013)
F for You est le quatrième single issu de l'album Settle du duo britannique de musique électronique Disclosure et sorti en 2013.

## Liste des titres
Toutes les chansons sont écrites et composées par Howard Lawrence, Guy Lawrence.
| 1. | F for You | 4:29 |

## Classement

### Classement en fin de semaine
| Classement (2013)               | Meilleure position |
| ------------------------------- | ------------------ |
| Belgique (Flandre Ultratip 100) | 55                 |
| Écosse (OCC)                    | 25                 |
| Royaume-Uni (UK Dance Chart)    | 5                  |
| Royaume-Uni (UK Singles Chart)  | 20                 |

## Remix en featuring avec Mary J. Blige
Singles de Disclosure featuring Mary J. Blige
Voices
(2013) The Mechanism
(2014)
Le 5 février 2014 sort une ré-édition du single, cette fois-ci interprété en featuring avec Mary J. Blige.

### Liste des titres
| 1. | F for You (featuring Mary J. Blige) | Howard Lawrence, Guy Lawrence, Mary J. Blige | Disclosure | 6:15 |

### Classements

#### Classement en fin de semaine
| Classement (2014)              | Meilleure position |
| ------------------------------ | ------------------ |
| Écosse (OCC)                   | 32                 |
| Royaume-Uni (UK Dance Chart)   | 7                  |
| Royaume-Uni (UK Singles Chart) | 22                 |

### Historique des sorties
| Pays           | Date           | Format                 | Label          |
| -------------- | -------------- | ---------------------- | -------------- |
| United Kingdom | 5 février 2014 | Téléchargement digital | Island Records |